# Тим Северин
Тим Северин, в по-стари издания на български Тим Севърин (на английски: Tim Severin), е британски писател и пътешественик-изследовател. Той участва и описва в книгите си голям брой експерименти, възпроизвеждащи легендарни пътешествия, с цел да се определи тяхната практическа осъществимост.

### Документалистика – описания на пътешествия
- The Brendan Voyage (1978)
Пътешествието „Брендан“: През Атлантическия океан от Ирландия до Северна Америка, изд. „Г. Бакалов“ (1981)
- The Sindbad Voyage (1982)
Пътешествието „Синдбад“: От Оман до Китай, изд. „Г. Бакалов“ (1985)
- The Jason Voyage: The Quest for the Golden Fleece (1986)
Пътешествието „Язон“, изд. „Г. Бакалов“ (1989)
- Tracking Marco Polo (1986)
- The Ulysses Voyage (1987)
Пътешествието „Одисей“, изд. „Сиела“ (2009)
- Crusader (1989)
Кръстоносец: На коне до Ерусалим, изд. „Сиела“ (2009)
- In Search of Genghis Khan (1991)
- The China Voyage (1994)
- The Spice Islands Voyage (1997)
- In Search of Moby Dick (1999)
- In Search of Robinson Crusoe (2002) – издаден и като „Seeking Robinson Crusoe“
- Crusader: The Search for Jerusalem (2013)

### Романи

#### Серия „Викинг“ (Viking)
1. Odinn's Child (2004)
Викинг: Синът на Один – Сага за героите на Севера.   Сиела, 2005. ISBN 978-954-649-842-7.
2. Sworn Brother (2005)
Викинг: Брат по съдба.   Сиела, 2006. ISBN 978-954-649-958-5.
3. King's Man (2005)
Викинг: Кралска стража. Сага за героите на Севера.   Сиела, 2007. ISBN 978-954-28-0076-7.

#### Серия „Саксонецът“ (Saxon)
1. The Book of Dreams (2012)
2. The Emperor's Elephant (2013)
3. The Pope's Assassin (2015)

#### Серия „Пиратът“ (The Adventures of Hector Lynch)
1. Corsair (2007)
2. Buccaneer (2008)
3. Sea Robber (2009)
4. Privateer (2014)
5. Freebooter (2017)